# Мазилу, Мария
Мария Маринела Мазилу (рум. Maria Marinela Mazilu; род. 12 апреля 1991, Михэйлешти, Валахия) — румынская скелетонистка, выступающая за сборную Румынии с 2007 года. Участница трёх зимних Олимпийских игр, многократная призёрша национального первенства.

## Биография
Мария Мазилу родилась 12 апреля 1991 года в городе Михэйлешти, регион Валахия. Активно заниматься скелетоном начала в возрасте пятнадцати лет, в 2007 году прошла отбор в национальную сборную и стала принимать участие в крупнейших международных стартах, показывая довольно неплохие результаты. В частности, в ноябре дебютировала на этапах Кубка Европы, приехав на трассе австрийского Иглса двадцать второй, тогда как в феврале следующего года впервые поучаствовала в заездах юниорского чемпионата мира и заняла там девятнадцатое место. В следующем сезоне значительно улучшила свои показатели, например, на тех же этапах европейского кубка завоевала две бронзовые медали, а на молодёжном чемпионате мира в немецком Кёнигсзее добралась до шестой позиции. Сезон 2009/10 посвятила борьбе за Межконтинентальный кубок, но без особого успеха.
Благодаря череде удачных выступлений удостоилась права защищать честь страны на зимних Олимпийских играх 2010 года в Ванкувере, прошла квалификацию и планировала побороться здесь с лидерами кубкового зачёта, но в итоге вынуждена была довольствоваться последней девятнадцатой позицией, отстав от лидера Эми Уильямс аж на четырнадцать секунд и от ближайшей в зачёте Елены Юдиной на семь. В 2011 году на молодёжном мировом первенстве в американском Парк-Сити была одиннадцатой, а на взрослом в Кёнигсзее — двадцать шестой. На чемпионате мира 2012 года в американском Лейк-Плэсиде пришла к финишу двадцать четвёртой, при этом чуть ранее на первенстве среди юниоров в австрийском Иглсе финишировала седьмой.
В 2014 году Мазилу побывала на Олимпийских играх в Сочи, где финишировала последней, двадцатой.